# 1991, 봄
《1991, 봄》(영어: Courtesy to the Nation)는 2018년 10월 31일에 개봉한 한국의 다큐멘터리, 전기, 음악 영화이다.
 권경원이 감독을 맡았다.

## 줄거리
1987년 승리의 함성이 사그라진 1991년의 봄.

국가의 불의에 저항하던 11명의 청춘들이 스러진다.

국가는 27살 청년 강기훈을 배후로 지목한다.

유서대필과 자살방조라는 사법사상 유일무이한 혐의.

시시한 진실보다 재밌는 거짓이 만개했던 봄, 아무도 울지 못했다.

24년이 흐른 2015년의 봄, 51살 강기훈은 최종 무죄가 된다.

하지만 그에게 남은 건 암세포와 6줄의 기타뿐.

그는 말하기를 멈추고 기타를 잡는다.

못다 핀 꽃들을 위한 애도가 시작된다.

## 출연진
- 강기훈 - 본인 역

## 같이 보기
- 강기훈 유서대필 의혹 사건
- 2018년 대한민국의 영화 목록